# Kuching (stad)
Kuching is de hoofdstad van de deelstaat Sarawak op het Maleisische deel van Borneo. Ze ligt aan de Sarawak rivier en telde in 2010 325.132 inwoners.
Nabij Kuching is een basis van de Koninklijke Maleisische luchtmacht gelegen; een van de twee Maleisische luchtmachtbases op Borneo.

## Bestuurlijke indeling
Het bestuur van de stad Kuching is in 1988 gesplitst in twee gebieden: Kuching Noord (Kuching Utara) en Kuching Zuid (Kuching Selatan). Kuching Noord, Suruhanjaya Dewan Bandaraya Kuching Utara, wordt bestuurd door een commissie bestaande uit een voorzitter en negen leden. De gemeente Kuching Zuid, Majlis Bandaraya Kuching Selatan, heeft een raad die bestaat uit een burgemeester en dertig raadsleden.
Deze tweedeling is ingesteld om het vroeger landelijke Kuching Noord te kunnen ontwikkelen, zonder het bestuur van de rest van de stad (Kuching Zuid) daarmee te belasten.
Kuching is het vierde grootste stedelijk gebied in Maleisië, na Kuala Lumpur, Penang en Johor Bahru. De volkstelling van 2006 toont dat het verstedelijkt gebied van Groot-Kuching, inclusief Asajaya, Samarahan en Bau-Lundu, 980.000 inwoners telt.[9]

## Demografie
In 2010 telde de stad Kuching 325.132 inwoners. De bevolking bestaat uit diverse etnische groepen, waarvan Maleiers (146.580) en Chinezen (120.860) de twee grootste zijn. De oorspronkelijke bevolking van Sarawak, de Dajaks, bestaan in Kuching uit Iban (28.691), Bidayuh (13.681), Melanau (2.078) en Orang Ulu. In het stedelijk gebied, Kuching Zuid, bestaat de bevolking voor 62,5% uit Chinezen. Deze zijn grotendeels van Minnanse afkomst. De Chinezen op het platteland, 14,5 % van de bevolking, zijn grotendeels van Hakkase afkomst.
 In
De belangrijkste religes van deze regio zijn christendom, boeddhisme, daoïsme en islam.
De meerderheid van de Kuchingers spreekt Bahasa Melayu en Engels. Engels wordt als taal tussen de verschillende volkeren het meest gesproken. Het autochtone dialect is Bahasa Sarawak.

## Geschiedenis
Tijdens de Tweede Wereldoorlog bevond zich nabij de stad een groot jappenkamp, genaamd Kamp Batu Lintang; veel krijgsgevangenen die later zouden sneuvelen tijdens de dodenmarsen van Sandakan werden hier tijdelijk ondergebracht.

## Bezienswaardigheden
- Fort Margherita
- Sarawak Museum

Circa 40 km van Kuching ligt het Nationaal Park Bako.

## Verkeer en vervoer
15 km van het stadscentrum bevindt zich sinds 2006 de luchthaven Kuching International Airport.

## Galerij

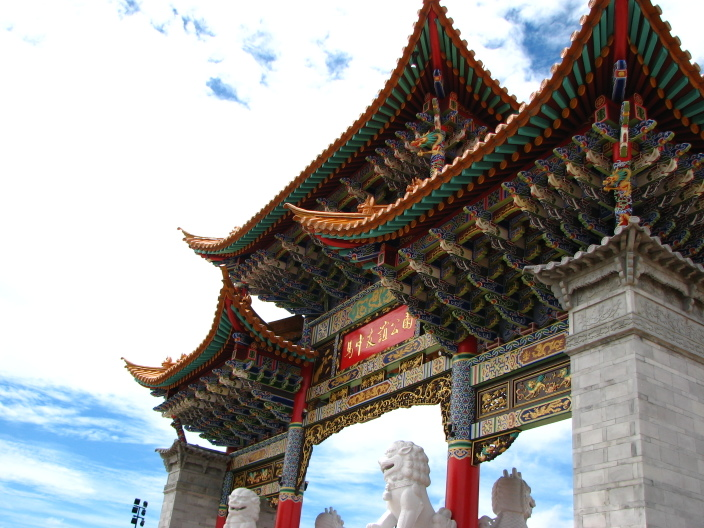
Chinese Gateway - (Malaysia-China Friendship Garden)
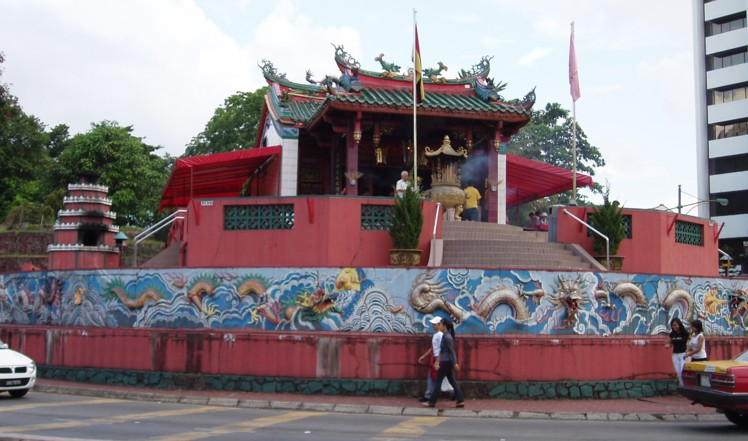
The Tua Pek Kong, Kuching
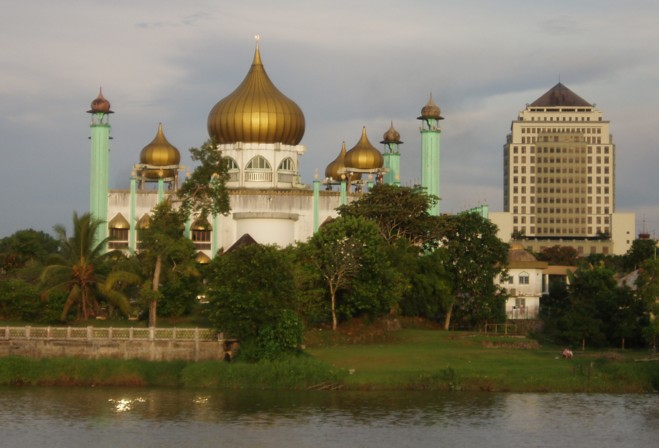
Moskee, Kuching
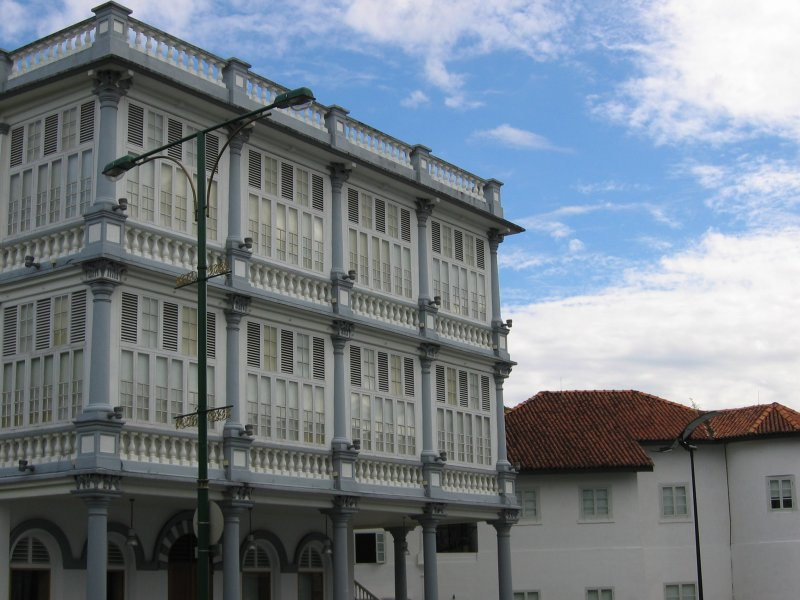
Pavillion Building (19th C.) en textiel museum
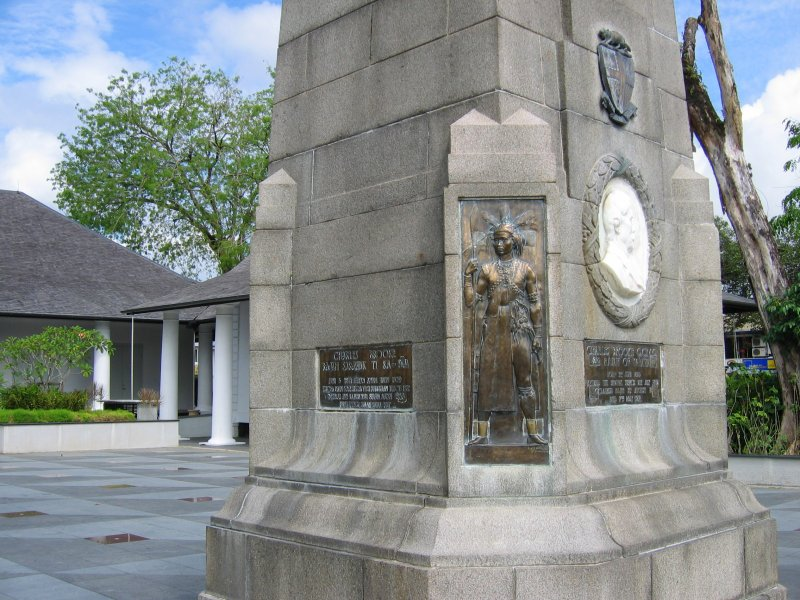
Brooke Memorial
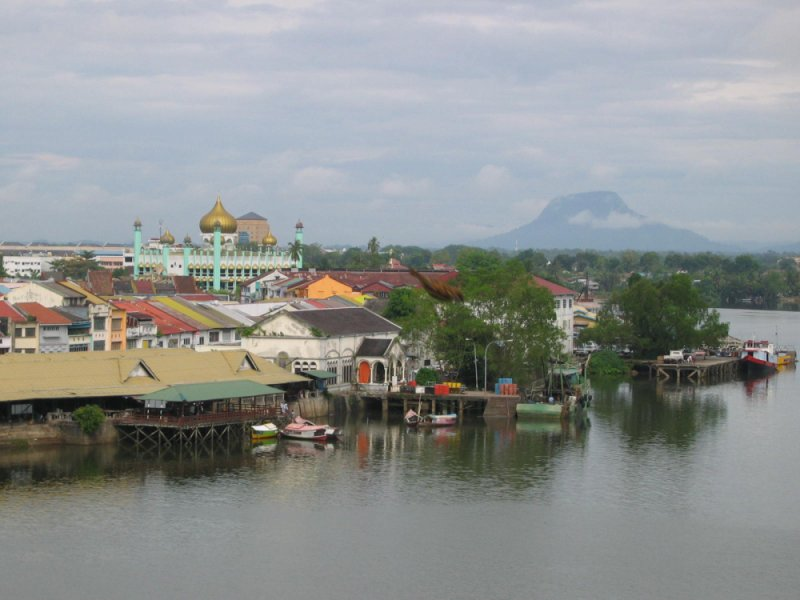
Sarawak rivier met India Street en de moskee
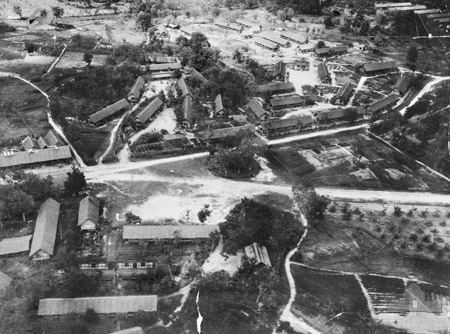
Kamp Batu Lintang